# 段店北路街道
段店北路街道，是中华人民共和国山東省济南市槐荫区下辖的一个乡镇级行政单位。

## 行政区划
段店北路街道下辖以下地区：
八里桥社区、段店社区、孔村社区、刘家场社区、刘堂社区、前屯社区、闫千户北社区、闫千户东社区、七三一三社区、孔家村、闫千户村和段店村。

## 人口
2010年中国第六次人口普查时，段店北路街道共有人口42317人。共有家庭15220户，平均每户2.64人。14岁以下的少年儿童共5301人，占总人口12.52%；15-64岁人口共33475人，占总人口79.10%；65岁及以上的老年人共3541人，占总人口的8.367%。男性共计21119人，占总人口49.90%；女性共计21198，占总人口50.09%。本地居住的人口中，拥有本地户籍的人口为20007人，占47.27%。